# Setodes minutus
Setodes minutus là một loài Trichoptera trong họ Leptoceridae. Chúng phân bố ở miền Cổ bắc.